# Namibie na letních olympijských hrách
Namibie na letních olympijských hrách startuje od roku 1992. Toto je přehled účastí, medailového zisku a vlajkonošů na dané sportovní události.

## Účast na Letních olympijských hrách
| Dějiště LOH            | LOH      | Vlajkonoš                   | Zlatá medaile | Stříbrná medaile | Bronzová medaile | Celkem |
| ---------------------- | -------- | --------------------------- | ------------- | ---------------- | ---------------- | ------ |
| 1992 Barcelona         | LOH 1992 | Frankie Fredericks          |               | 2                |                  | 2      |
| 1996 Atlanta           | LOH 1996 | Friedhelm Sack              |               | 2                |                  | 2      |
| 2000 Sydney            | LOH 2000 | Ali Nuumbembe               |               |                  |                  | 0      |
| 2004 Athény            | LOH 2004 | Paulus Ambunda              |               |                  |                  | 0      |
| 2008 Peking            | LOH 2008 | Mannie Heymans              |               |                  |                  | 0      |
| 2012 Londýn            | LOH 2012 | Gaby Ahrens                 |               |                  |                  | 0      |
| 2016 Rio de Janeiro    | LOH 2016 | Jonas Junias                |               |                  |                  | 0      |
| 2020 Tokio             | LOH 2020 | Maike Diekmann Jonas Junius |               | 1                |                  | 1      |
| 2024 Paříž             | LOH 2024 |                             |               |                  |                  | x      |
| Celkem                 | 7        |                             | 0             | 5                | 0                | 5      |
| Zdroj na Olympedia.org |          |                             |               |                  |                  |        |

## Listina medailistů
| Medal            | Sportovec          | LOH           | Sport         |
| ---------------- | ------------------ | ------------- | ------------- |
| Stříbrná medaile | Frankie Fredericks | Namibie (NAM) | 1992 Atletika |
| Stříbrná medaile | Frankie Fredericks | Namibie (NAM) | 1992 Atletika |
| Stříbrná medaile | Frankie Fredericks | Namibie (NAM) | 1996 Atletika |
| Stříbrná medaile | Frankie Fredericks | Namibie (NAM) | 1996 Atletika |